# Haldane (Mondkrater)
Haldane ist ein Einschlagkrater am östlichsten Rand der Mondvorderseite, in der Ebene des Mare Smythii. Haldane ist ein sehr flacher, fast versunkener Krater mit doppeltem Rand, östlich von Gilbert und nördlich von Kästner.
Der Krater wurde 1973 von der IAU nach dem britisch-indischen Genetiker J. B. S. Haldane offiziell benannt.